# بهزود أوسمونوف
بهزود أوسمونوف (بالروسية: Бехзод Усмонов ) (بالإنجليزية: Bekhzod Usmonov )‏ من مواليد 10 أغسطس 1995 طاجيكستان هو مقاتل الفنون القتالية المختلطة. كان بطل  الملاكمة التايلاندية في استاد الملاكمة البنغالية فوكيت، تايلاند.

## النشأة
ولد بهزود عام 1995 في قرية كوركات، مقاطعة ناو جمهورية طاجيكستان.
ومن سن العاشرة، نشأ بهزود بدون أم. في عام 2005 انتقل مع والده إلى يكاترينبورغ، روسيا.
في الصف السادس، بدأ في المشاركة في الجودو و السامبو.

## مسيرته في الفنون القتالية المختلطة
في عام 2017 سافر بهزود إلى فوكيت، حيث بدأ في تجربة جديدة في فنون القتال المختلطة و الملاكمة التايلاندية، وأظهر نتائج جيدة في صالة AKA تايلاند. في غضون عامين تمكن من خوض العديد من المعارك، وحتى أصبح صاحب العديد من الأحزمة في ملعب Bangla Boxing Stadium.
في بداية عام 2022 تلقى بهزود عرضًا من أكاديمية جاكسون وينك الأمريكية ويقبله، وفي يونيو 2022 يسافر إلى الولايات المتحدة الأمريكية.
في الشهر الأول من التدريب في الولايات المتحدة، تلقى بهزود رفضًا تمييزيًا من منظمة فنون القتالية المختلطة للقتال لأسباب سياسية. ولكن بعد أقل من شهرين خاض أول قتال احترافي في الملاكمة حيث فاز به.
في أكتوبر 2022 خاض معركة أخرى وفاز أيضا في بطولة iKon FC في جورجيا.
في ديسمبر 2022 تلقى معركة أخرى من نفس البطولة iKon FC حيث فاز من الجولة الثلاثة.

## البطولات والإنجازات
فاز بلقب احسن مقاتل لسنة 2022 مع بطولة IKon Fc.

## سجل الفنون القتالية المختلطة
| السجل المهني |        |         |
| 15 نزال      | 11 فوز | 4 خسارة |
| ضربة قاضية   | 3      | 2       |
| إخضاع        | 1      | 0       |
| قرار القضاة  | 5      | 2       |
| غير معروف    | 2      | 0       |

المصدر:

## روابط خارجية
- بهزود أوسمونوف على موقع شيردوغ (الإنجليزية)
- بهزود أوسمونوف على موقع Tapology.com (الإنجليزية)
- بهزود أوسمونوف على موقع فايت ماتريكس (الإنجليزية)